# Ixelles
Ixelles (franciául) vagy Elsene (hollandul) egyike a belgiumi Brüsszel fővárosi régiót alkotó 19 alapfokú közigazgatási egységének, községnek.

## Földrajza
Ixelles a Brüsszeli régió déli részén található, amelyet az Avenue Louise/Louiselaan sugárút oszt két részre (utóbbi Brüsszel kerülethez tartozik). A kisebb, nyugati rész az Avenue Louise-től az Avenue Brugmann/Brugmannlaan sugárútig tart. A nagyobbik, keleti részen található a Brüsszeli Szabadegyetem francia és holland campusa (Université Libre de Bruxelles és Vrije Universiteit Brussel), az Eugène Flagey tér, valamint a Bois de la Cambre park.
Az Avenue Louise építését 1894-ben kezdték meg II. Lipót belga király utasítására, aki monumentális, gesztenyefákkal szegélyezett sugárúttal kívánta megközelíthetővé tenni a népszerű kirándulócélpontot, a Bois de la Cambre parkot. Az akkor még teljesen önálló település, Ixelles azonban hevesen ellenezte a tervet és megakadályozta a sugárút megépítését. Hosszas tárgyalások után Brüsszel városa 1864-ben magához csatolta azt a földsávot, amelyen a sugárutat kellett megépíteni és ezzel Ixelles két részre szakadt.

## Története

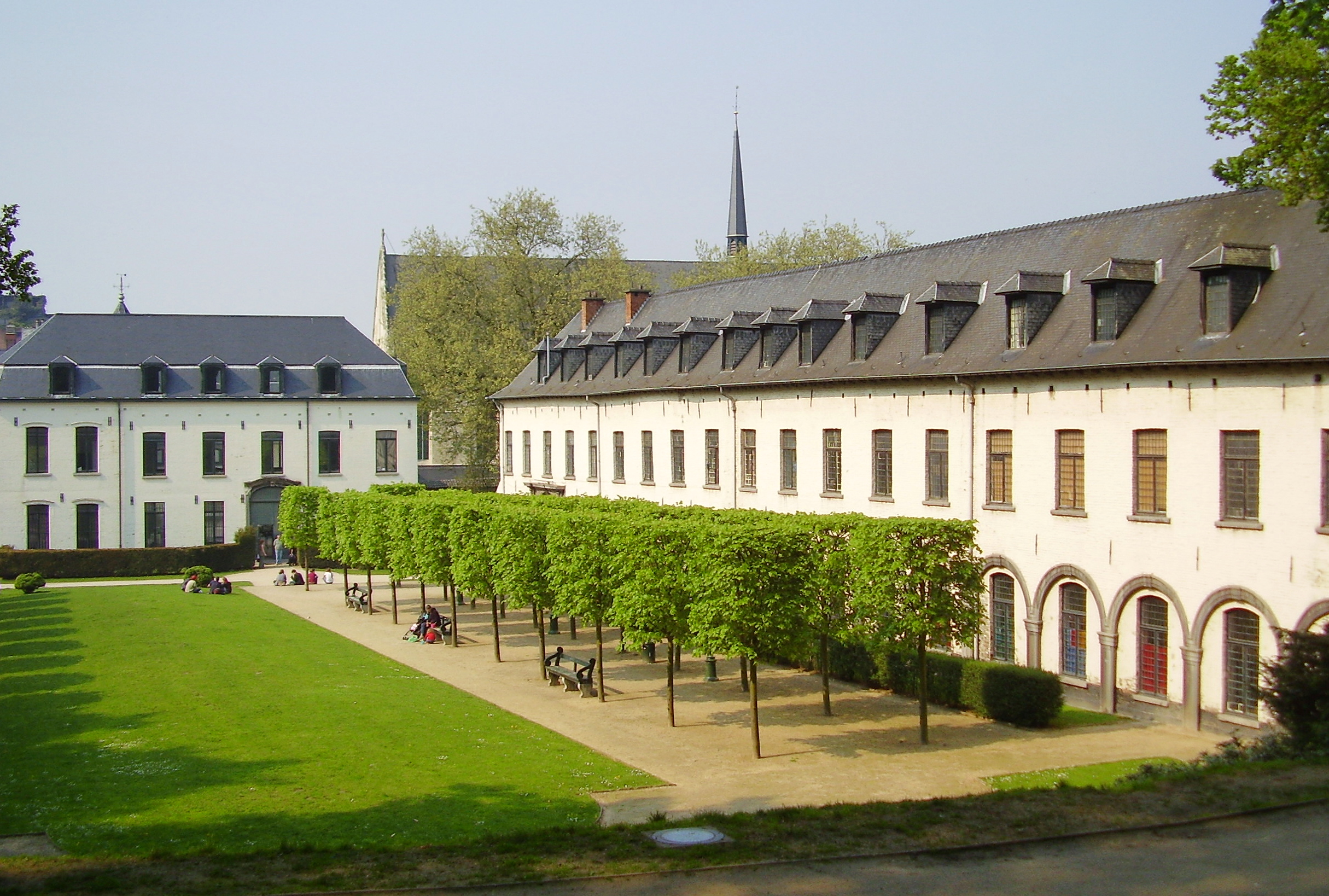
Az Abbaye de la Cambre apátság, amelyet 1196-ban alapítottak

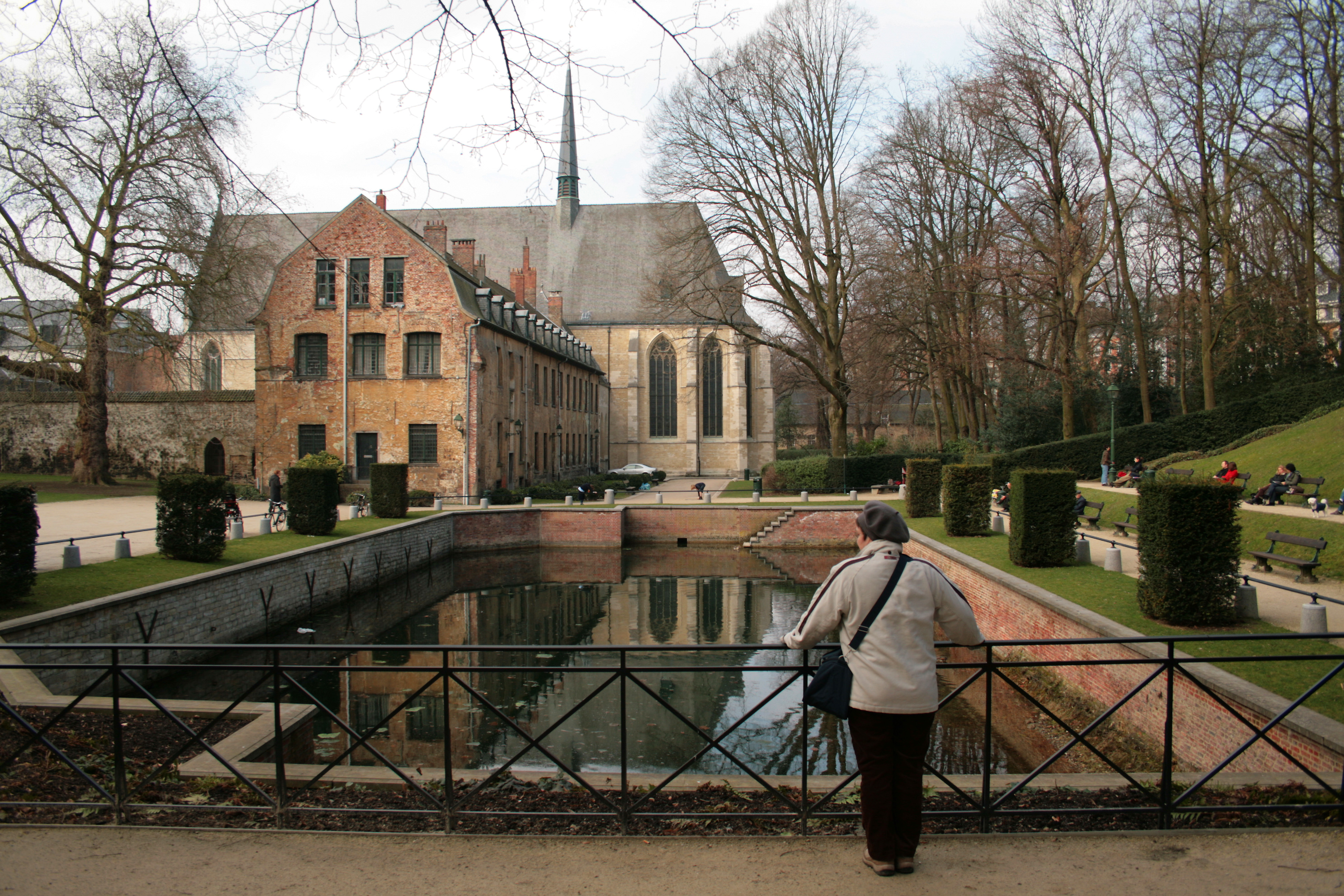
Az Abbaye de la Cambre apátság temploma

Ixelles helyén 1196-ban alapítottak bencés szerzetesek egy apátságot, amelynek utódja ma is áll (Abbaya de la Cambre). Az eredeti apátság a Maelbeek forráshoz közel, a Forêt de Soignes/Zoniënwoud erdőben épült fel (később ebből hasították ki a Bois de la Cambre parkot is). Az apátságot Cambrai püspöke szentelte fel. 1300 körül, II. János brabanti herceg uralkodása során egy lakot építettek az apátsághoz közel az erőkerülők számára. Hamarosan pár házikó, majd egy kápolna is megépült. A környéken számos halastó volt, amelyek halat biztosítottak az apátság számára, maradványaik ma is láthatók.
1478-ban a XI. Lajos francia király és I. Miksa német-római császár közötti háború során az apátságot és környékét lerombolták. 1585-ben a Németalföldet megszálló spanyol zsoldosok a környék összes épületét felégették, hogy az eretneknek tartott protestánsok nehogy menedéket találjanak. Az apátságot 1599-ben Németalföld kormányzóinak, VII. Albert osztrák főherceg és Izabella Klára Eugénia spanyol infánsnő bevonulására helyreállították. A 16. század során a környéken vadászlakok és kastélyok épültek, és a néhány házból rendes település alakult ki. A környéken található források tiszta vize számos sörfőzdét vonzott ide, amelyek közül néhány még ma is működik.
1795-ben a mai Belgium területét elfoglalták a francia forradalmi seregek és ekkor Ixellest önálló településsé nyilvánították. az apátságot viszont megfosztották minden vallási szerepétől, és épületeit más célokra kezdték használni, többek között működött itt gyapotfonó, farm, katonai iskola és kórház is. A középkori brüsszeli városfal közeli részeit lerombolták és új utakat jelöltek ki, amelyek lehetővé tették Ixelles további terjeszkedését. Az 1813-ban regisztrált 677 fő után a lakosság a század végére majdnem százszorosára, 58000 főre nőtt.
A 19. század végén a legtöbb halastavat lecsapolták, 1884-ben megépítették az első villamosvonalat, 1919-ben kinyitott az első mozi. Ixelles és az Avenue Louise környéke ekkor lett Brüsszel egyik felkapott, divatos kerülete, ahová számos híresség, művész költözött és jellegzetes Art Nouveau és Art déco stílusban építtették fel házaikat.

## Látnivalók

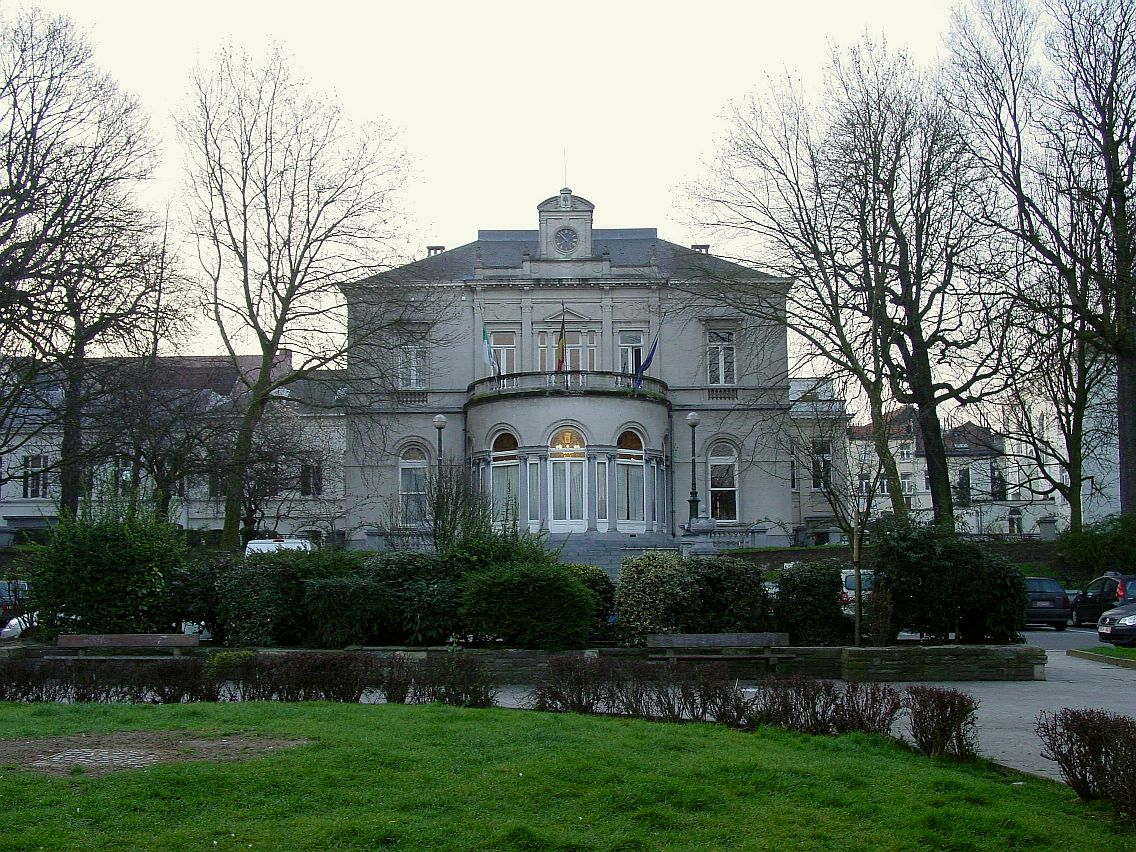
Az ixelles-i városháza épülete ma

- Az Abbaye de la Cambre-Ter Kameren apátság épületei, amelyekben manapság képzőművészeti iskola, a belga Nemzeti Földrajzi Intézet és egyházközségi szervek találhatók.
- Az ixelles-i tavak és a Bois de la Cambre park kedvelt kirándulóhely a város közepén.
- A Flagey tér Art déco épületében üzemelt hosszú ideig a belga televízió és rádió (a francia nyelvű RTBF és a flamand nyelvű VRT). A Résidence de la Cambre szintén híres art déco stílusú épület.
- A kerületben számos Art Nouveau stílusú ház épült Victor Horta építész tervei alapján.
- TA francia tannyelvű Université Libre de Bruxelles és a holland tannyelvű Vrije Universiteit Brussel campusai Ixellesben találhatók. A kerület délkeleti részén – az egyetemhez közel – számos diák él.
- Az ixelles-i temető az ország egyik legfontosabb emlékhelye, számos híres belga sírja található itt. A francia Georges Boulanger tábornok a temetőben követett el öngyilkosságot, szeretője sírjára borulva, aki pár hónappal korábban hunyt el.
- Ixelles-ben számos érdekes templom, ház és múzeum található, többek között a Constantin Meunier-múzeum, amely abban a házban kapott helyet, ahol a művész élt egy ideig.

## Híres ixelles-iek
Ixelles-ben születtek:

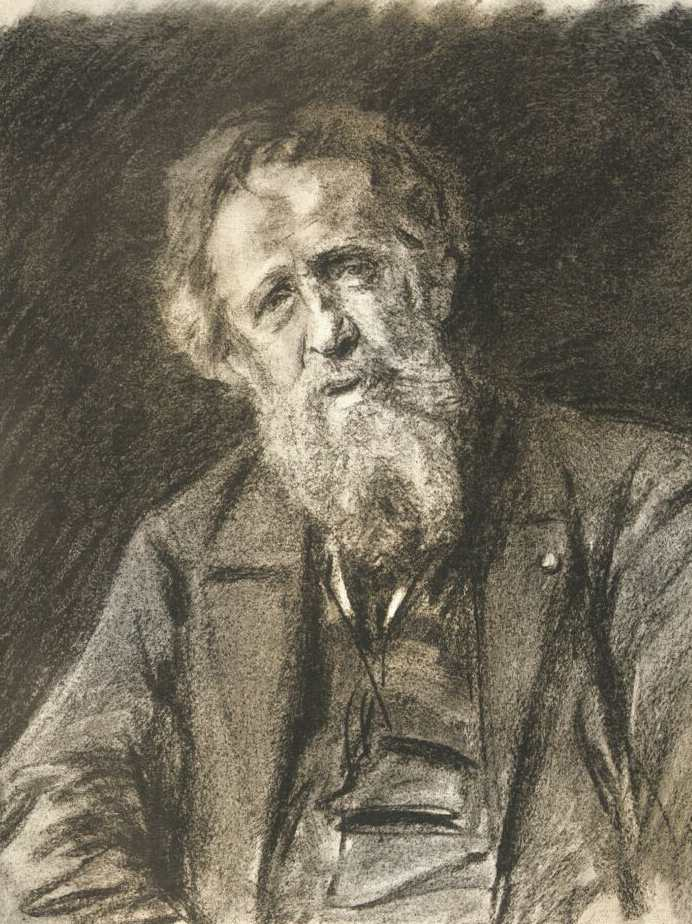
Constantin Meunier

- Camille Lemonnier, belga író és költő (1844–1913)
- Paul Saintenoy, építész, tanár és történész (1862–1952)
- Paul Hymans, politikus, belga miniszterelnök és a Népszövetség elnöke (1865–1941)
- Emile Vandervelde, politikus (1866–1938)
- Auguste Perret, építész (1874–1954)
- Jacques Feyder, forgatókönyvíró és filmrendező (1885–1948)
- Michel de Ghelderode, avantgárd drámaíró (1898–1962)
- Leo Joseph Suenens, a belga katolikus egyház bíborosa (1904–1996)
- Agnès Varda, rendező (1928)
- Audrey Hepburn, színésznő (1929–1993)
- Michel Regnier, Greg, képregényíró (1931–1999)
- José van Dam, operaénekes (1940)
- Jaco Van Dormael, forgatókönyvíró, rendező (1957)
- Natacha Régnier, színésznő (1974)
- Julio Cortázar, író (1914–1984)
- Ursula von der Leyen, német szövetségi miniszter három minisztérium élén 2005 és 2019 között, 2019-től az Európai Bizottság elnöke (1958)
- Yannick Ferreira Carrasco, belga válogatott labdarúgó (1993)

Ixelles-ben éltek még:
- Giacomo Puccini (1858–1924)
- Antoine Wiertz, festő és szobrász (1806–1865)
- Maria Malibran, mezzoszoprán énekes (1808–1836)
- Pierre-Joseph Proudhon, anarchista író (1809–1865)
- Karl Marx (1818–1883)
- Charles De Coster, novellista (1827–1879)
- Elisée Reclus, földrajztudós és anarchista (1830–1905)
- Constantin Meunier, festő, szobrász (1831–1905)
- Jean-Baptiste Moens, postabélyeggyűjtő és -kereskedő (1833–1908)
- Johan Michiel Dautzenberg, író, (1834–1878)
- Ernest Solvay, kémikus, iparmágnás és emberbarát (1838–1922)
- Auguste Rodin, szobrász (1840–1917)
- Octave Maus, műkritikus, író és ügyvéd (1856–1919)
- Neel Doff, író (1858–1942)
- August de Boeck, zeneszerző, orgonaművész, zenetanár (1865–1937)
- Vlagyimir Iljics Lenin (1870–1924)
- Henri Michaux, költő, író, festő (1899–1984)
- Barbara, sanzonénekes (1930–1997)
- Amélie Nothomb, író (1967)
- Pierre Kolp, zeneszerző (1969)
- Edith Cavell (1865–1915) brit ápolónő és első világháborús mártír, Ixelles-ben nővériskolát alapított

## Képek

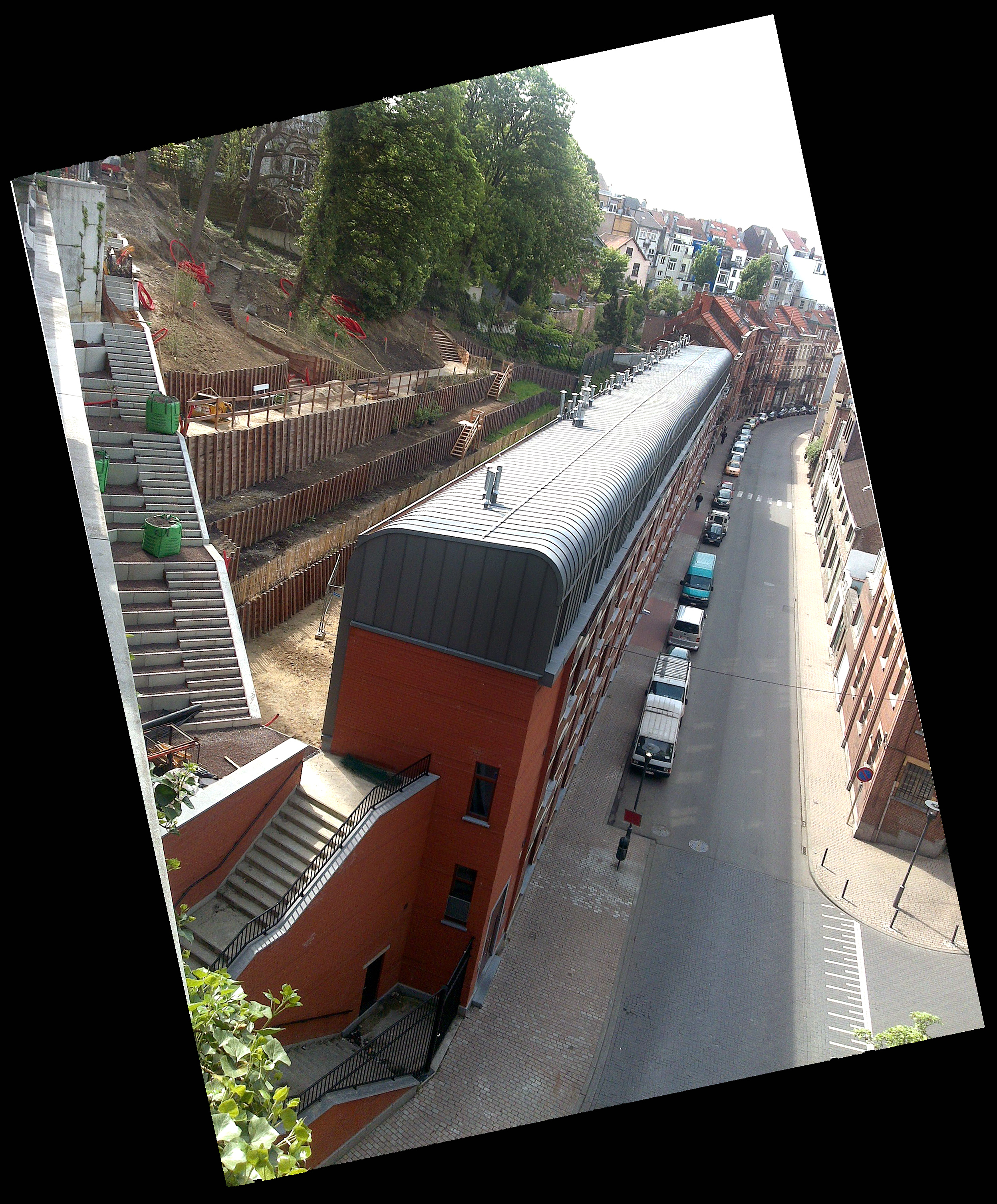
Garden Gray/Couronne
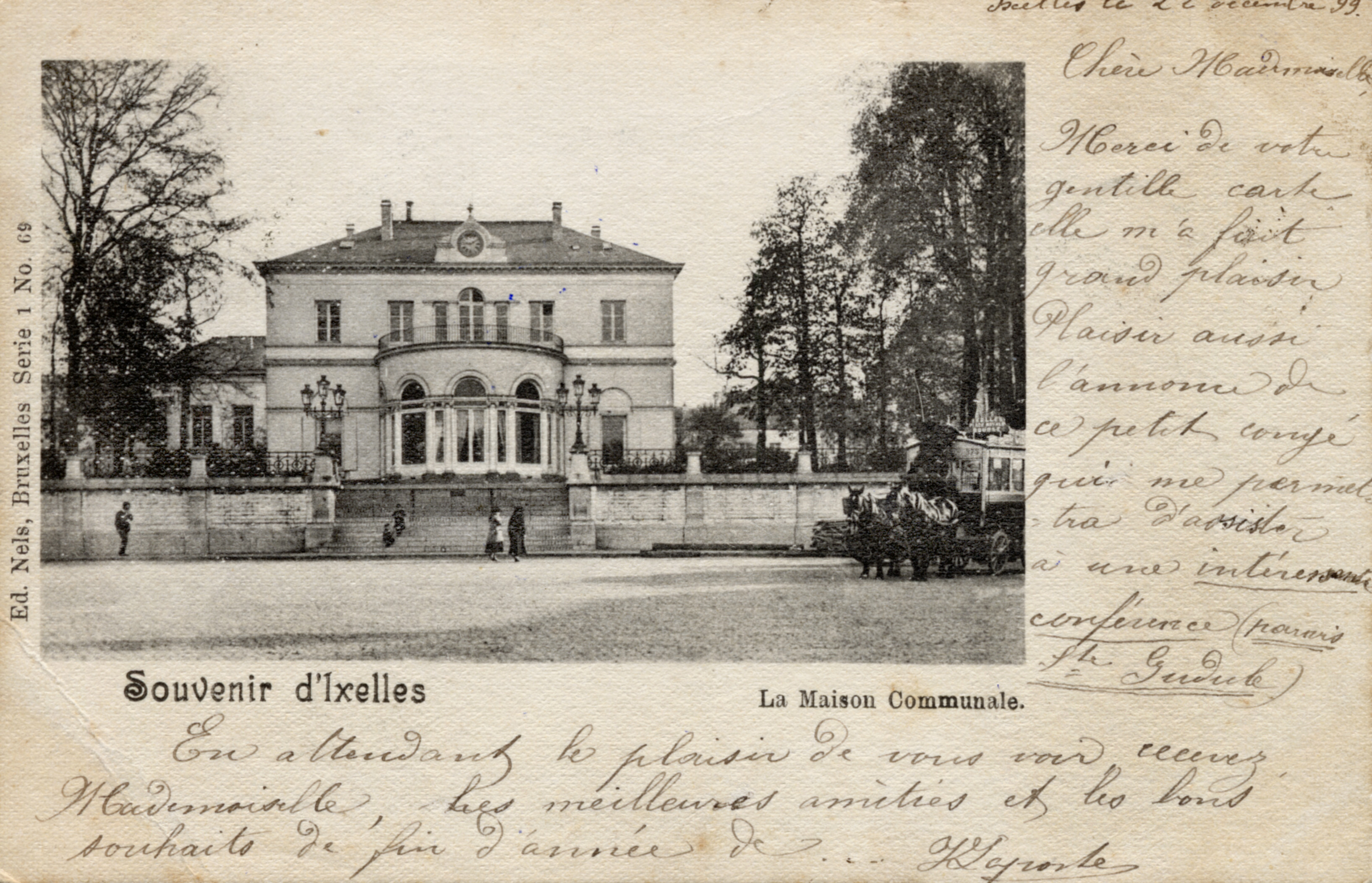
Malibran'Hotel – A városháza 1899-ben
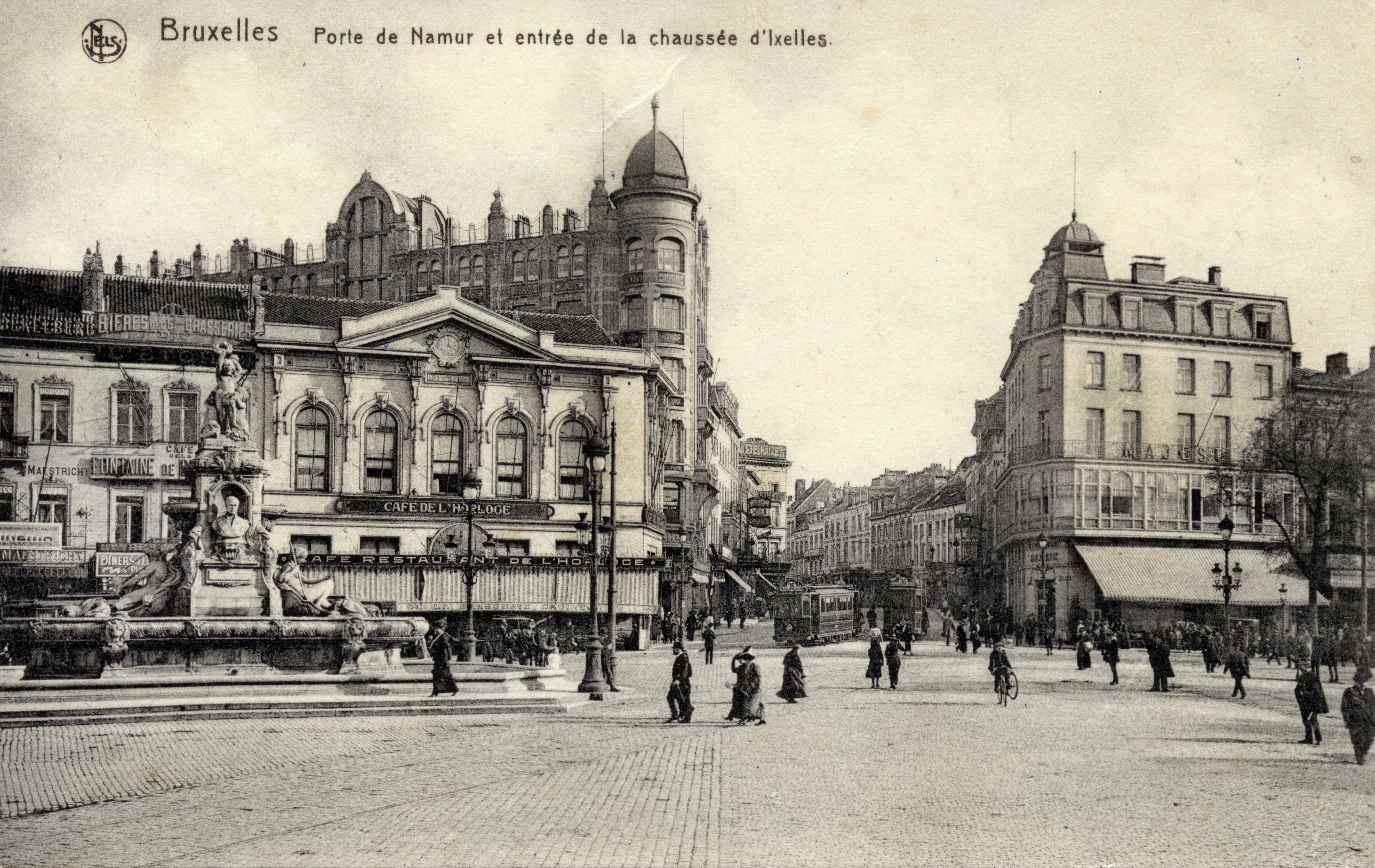
Porte de Namur, 1900 körül
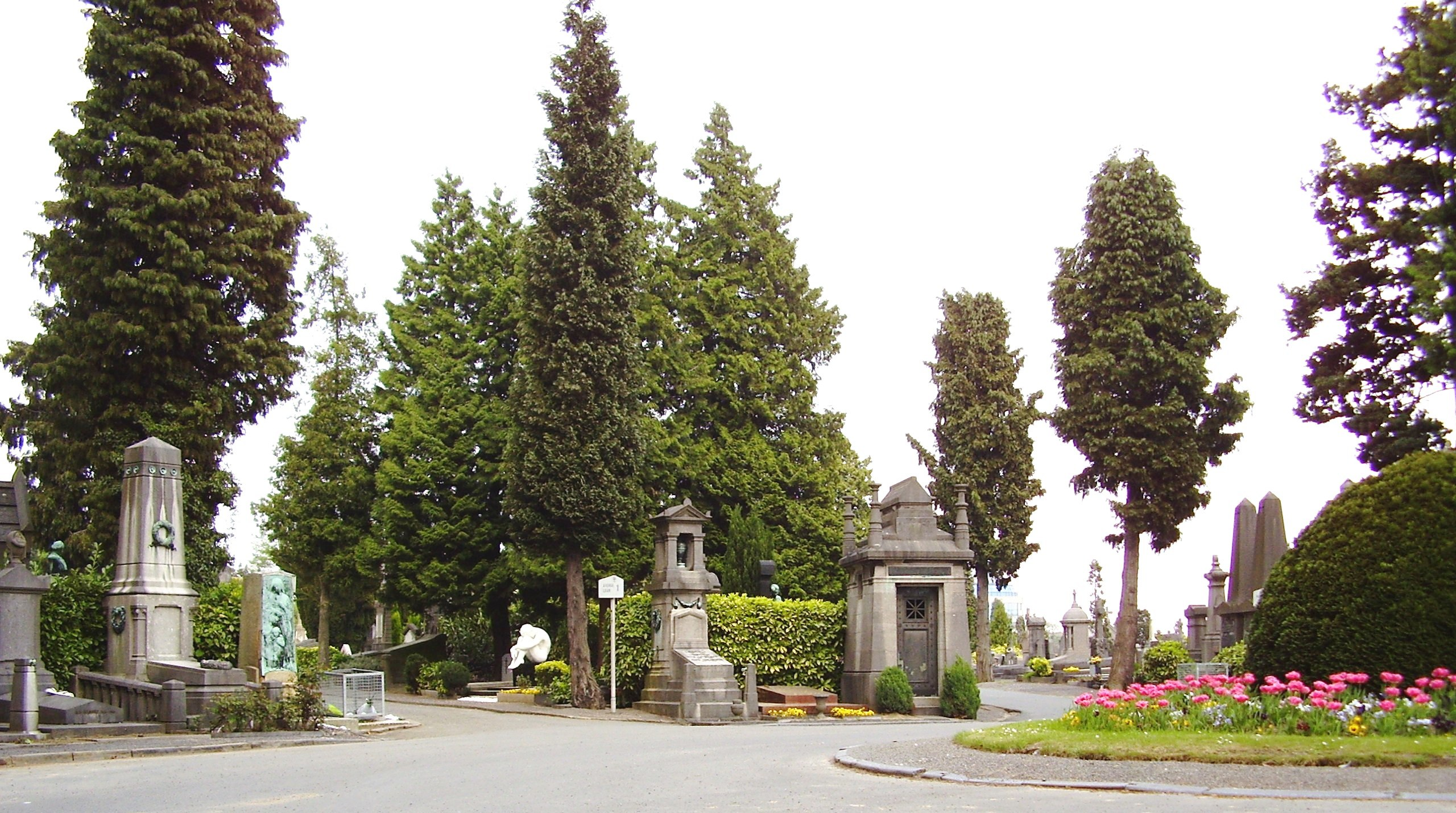
Az ixelles-i temető
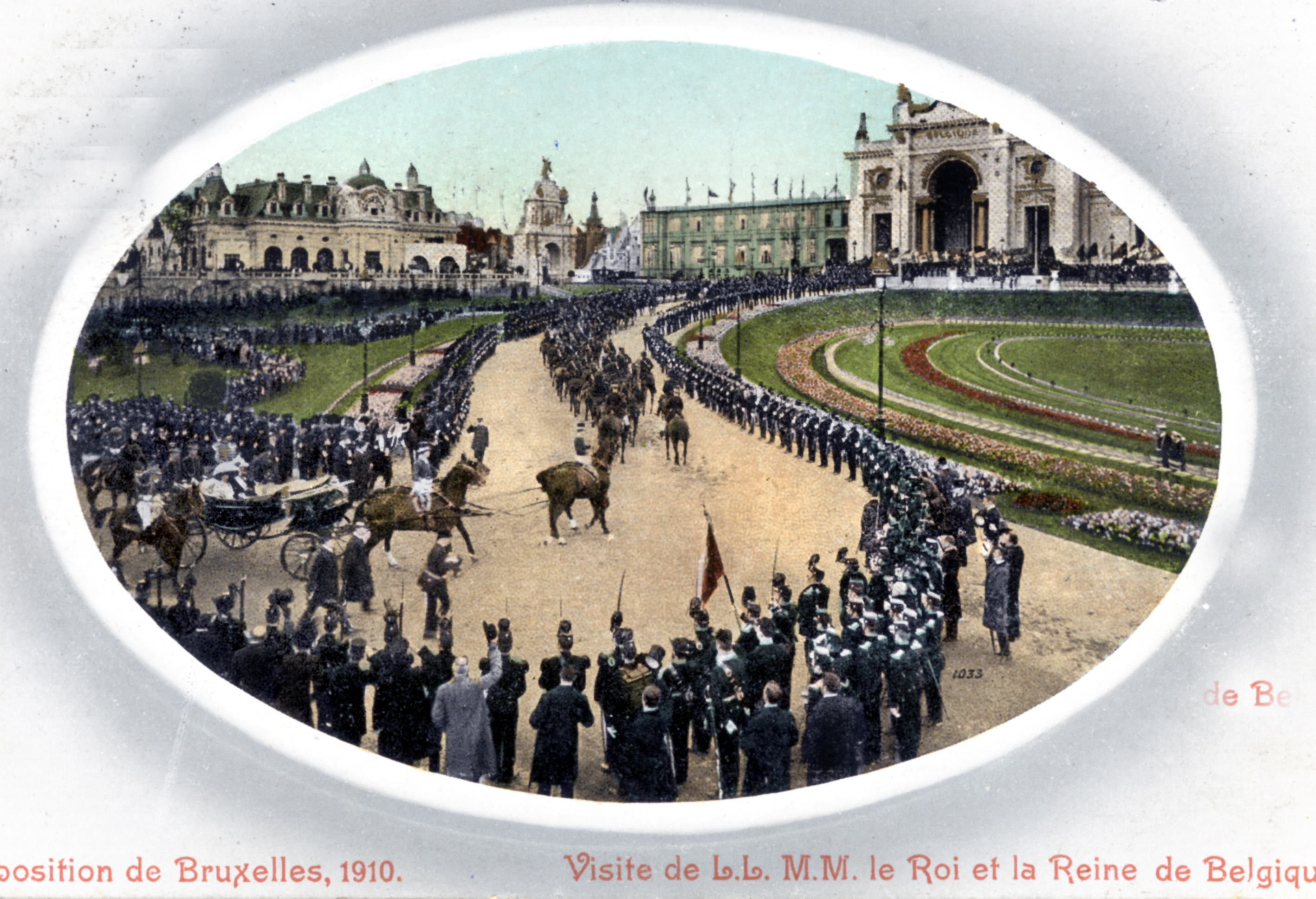
1910-es kiállítás Ixelles területén